# العلاقات الدنماركية اليونانية
العلاقات الدنماركية اليونانية هي العلاقات الثنائية التي تجمع بين الدنمارك واليونان.

## مقارنة بين البلدين
هذه مقارنة عامة ومرجعية للدولتين:
| وجه المقارنة                                              | الدنمارك                                                     | اليونان                                                                             |
| --------------------------------------------------------- | ------------------------------------------------------------ | ----------------------------------------------------------------------------------- |
| المساحة (كم2)                                             | 42.92 ألف                                                    | 131.96 ألف                                                                          |
| عدد السكان (نسمة)                                         | 5.79 مليون                                                   | 10.76 مليون                                                                         |
| الكثافة السكانية (ن./كم²)                                 | 134.9                                                        | 81.54                                                                               |
| العاصمة                                                   | كوبنهاغن                                                     | أثينا، نافبليو                                                                      |
| اللغة الرسمية                                             | اللغة الدنماركية                                             | لغة يونانية، اليونانية الديموطيقية ‏                                                 |
| العملة                                                    | كرونة دنماركية                                               | يورو، دراخما، فينيكس يوناني ‏                                                        |
| الناتج المحلي الإجمالي (بليون دولار)                      | 324.87 مليار                                                 | 200.29 مليار                                                                        |
| الناتج المحلي الإجمالي (تعادل القوة الشرائية) بليون دولار | 278.61 مليار                                                 | 285.45 مليار                                                                        |
| الناتج المحلي الإجمالي الاسمي للفرد دولار أمريكي          | 51.99 ألف                                                    | 18.00 ألف                                                                           |
| الناتج المحلي الإجمالي للفرد دولار أمريكي                 | 45.54 ألف                                                    | 26.85 ألف                                                                           |
| مؤشر التنمية البشرية                                      | 0.900                                                        | 0.865                                                                               |
| رمز المكالمات الدولي                                      | +45                                                          | +30                                                                                 |
| رمز الإنترنت                                              | .dk                                                          | .gr                                                                                 |
| المنطقة الزمنية                                           | توقيت وسط أوروبا، ت ع م+02:00، ت ع م+01:00، أوروبا/كوبنهاجن ‏ | توقيت شرق أوروبا، ت ع م+02:00، ت ع م+03:00، توقيت شرق أوروبا الصيفي ‏، أوروبا/أثينا ‏ |

## مدن متوأمة
في ما يلي قائمة باتفاقيات التوأمة بين مدن دنماركية ويونانية:
- ترتبط هولستيبرو مع بروزة باتفاقية توأمة.

## منظمات دولية مشتركة
يشترك البلدان في عضوية مجموعة من المنظمات الدولية، منها:
| علم المنظمة | اسم المنظمة                               | تاريخ انضمام الدنمارك | تاريخ انضمام اليونان |
| ----------- | ----------------------------------------- | --------------------- | -------------------- |
|             | حلف شمال الأطلسي                          | 4 أبريل 1949          | 18 فبراير 1952       |
|             | وكالة ضمان الاستثمار متعدد الأطراف        | 12 أبريل 1988         | 30 أغسطس 1993        |
|             | منظمة الشرطة الجنائية الدولية             | ?                     | ?                    |
|             | مجموعة الموردين النوويين                  | ?                     | ?                    |
|             | منظمة حظر الأسلحة الكيميائية              | ?                     | ?                    |
|             | منظمة التجارة العالمية                    | 1995                  | 1995                 |
|             | الفريق المعني برصد الأرض                  | ?                     | ?                    |
|             | الأمم المتحدة                             | 24 أكتوبر 1945        | 25 أكتوبر 1945       |
|             | المنظمة الأوروبية لسلامة الملاحة الجوية   | 1994                  | 1988                 |
|             | مؤسسة التمويل الدولية                     | 20 يوليو 1956         | 26 سبتمبر 1957       |
|             | يونسكو                                    | 4 نوفمبر 1946         | 4 نوفمبر 1946        |
|             | مؤسسة التنمية الدولية                     | 30 نوفمبر 1960        | 9 يناير 1962         |
|             | الاتحاد الأوروبي                          | 1973                  | 1981                 |
|             | منظمة الأمن والتعاون في أوروبا            | 25 يونيو 1973         | 25 يونيو 1973        |
|             | الاتحاد الدولي للاتصالات                  | 1866                  | 1866                 |
|             | منظمة التعاون الاقتصادي والتنمية          | ?                     | 30 سبتمبر 1961       |
|             | مجموعة أستراليا                           | 1985                  | 1985                 |
|             | اتحاد المدفوعات الأوروبي ‏                 | ?                     | ?                    |
|             | وكالة الفضاء الأوروبية                    | ?                     | 9 مارس 2005          |
|             | نظام تحكم تكنولوجيا القذائف               | 1990                  | 1992                 |
|             | مجلس أوروبا                               | ?                     | 9 أغسطس 1949         |
|             | اتفاقية السماوات المفتوحة                 | ?                     | ?                    |
|             | البنك الدولي للإنشاء والتعمير             | 30 نوفمبر 1960        | 27 ديسمبر 1945       |
|             | المركز الدولي لتسوية المنازعات الاستشارية | 24 مايو 1968          | 21 مايو 1969         |
|             | الاتحاد البريدي العالمي                   | ?                     | ?                    |

## وصلات خارجية
- موقع وزارة الخارجية الدنماركية
- موقع وزارة الخارجية اليونانية